# Чантин
Чанти́н (кит. упр. 长汀, пиньинь Chángtīng) — уезд городского округа Лунъянь провинции Фуцзянь (КНР).

## История
Во времена империи Тан в 736 году была создана Тинчжоуская область (汀州), а для администрирования места размещения её властей был создан уезд Чантин. В 742 году Тинчжоуская область была переименована в Линьтинский округ (临汀郡), но уже в 758 году вновь стала Тинчжоуской областью. После монгольского завоевания и образования империи Юань Тинчжоуская область была в 1278 году преобразована в Тинчжоуский регион (汀州路). После свержения власти монголов и образования империи Мин «регионы» были переименованы в «управы» — так в 1368 году появилась Тинчжоуская управа (汀州府). После Синьхайской революции в Китае была проведена реформа структуры административного деления, в ходе которой области и управы были упразднены, поэтому в 1912 году Тинчжоуская управа была расформирована.
После образования КНР в 1949 году был создан Специальный район Лунъянь (龙岩专区), и уезд вошёл в его состав. В 1971 году Специальный район Лунъянь был переименован в округ Лунъянь (龙岩地区).
Постановлением Госсовета КНР от 20 ноября 1996 года округ Лунъянь был преобразован в городской округ Лунъянь.

## Административное деление
Уезд делится на 13 посёлков и 5 волостей.